# Billy Vaughn
Billy Vaughn, geboren als Richard Smith Vaughn, (Glasgow, 12 april 1919 - Escondido, 26 september 1991) was een Amerikaanse muzikant en orkestleider.

## Carrière
Vaughns vader Alvis Radford was kapper die van muziek hield en Billy inspireerde om zichzelf op driejarige leeftijd mandoline te leren spelen, terwijl hij aan mazelen leed. Hij leerde ook op andere instrumenten te spelen.
In 1941 trad Vaughn voor de periode van een jaar toe tot de National Guard, maar vooraf aan het uitbreken van de Tweede Wereldoorlog was hij een gewaardeerde muzikant en componist in Camp Shelby, Mississippi. Generaal-majoor Daniel I. Sultan besloot dat Vaughn te waardevol was voor de achtendertigste divisie van de basis en hield hem voor de duur van de oorlog in Camp Shelby. Vaughn besloot van muziek zijn beroep te maken toen hij aan het einde van de oorlog uit het leger werd ontslagen. Hij bezocht het Western Kentucky State College, nu bekend als Western Kentucky University, met als hoofdvak muziekcompositie. Hij had blijkbaar het kappersvak van zijn vader geleerd, wat hij uitoefende tijdens zijn studie in West-Kentucky om zichzelf financieel te onderhouden, toen hij geen baan kon krijgen als pianoleraar in plaatselijke nachtclubs en lounges. Terwijl hij daar student was, rekruteerden de drie studenten Jimmy Sacca, Donald McGuire en Seymour Spiegelman, die het zangtrio The Hilltoppers hadden geformeerd, Vaughn om bij hen piano te spelen. Als lid van de groep schreef hij ook hun eerste hit Trying, die zich in 1952 in de hitlijst plaatste. Hun grootste succes was de miljoenenseller P.S. I Love You, een remake van een hit uit de jaren 1930.
In 1954 verliet hij de groep om zich aan te sluiten bij Dot Records in Gallatin als muzikaal leider. Met een eigen orkest begeleidde hij The Fontane Sisters bij hun nummer 1-hit Hearts of Stone. Vervolgens vormde hij zijn eigen orkest dat in datzelfde jaar een hit had met Melody of Love. Er werden meer dan een miljoen exemplaren van verkocht en werd bekroond met een gouden schijf. Hij had nog veel meer hits in de komende anderhalf jaar en was de commercieel meest succesvolle orkestleider van het rocktijdperk.
Vaughn bracht in totaal 42 singles in de Billboard-hitlijsten, vaak gebaseerd op het geluid van twee altsaxofoons. Hij bracht ook zesendertig albums in de Billboard 200, te beginnen met Sail Along Silv'ry Moon uit 1958 en eindigend met Winter World of Love uit 1970. Hij had ook negentien Top 40-hits in (Duitsland), te beginnen met de hit Sail Along, Silv'ry Moon, ook een gouden plaat, die een cover was van een Bing Crosby-hit uit 1937. Hij had nog twee nummer één in Duitsland: La Paloma en Wheels (alle drie waren naar verluidt miljoenensellers). Billy Vaughns opname van Wheels was 14 weken lang nummer 1 in Duitsland (Hit Bilanz) en nummer 1 in India, Nieuw-Zeeland en Italië (Billboard-hits van de wereld, verschillende nummers 1961). Vaughn kwam ook in de hitlijsten in Australië, Latijns-Amerika en Japan. Pearly Shells was een groot succes in Japan. Vaughns tournees door dat land begonnen rond de tijd dat Pearly Shells een hit werd in 1965. Veel nummers die geen Amerikaanse hits waren of zelfs singles die daar werden uitgebracht, waren grote hits in andere landen. Deze omvatten Lili Marlene, Zwei Gitarren am Meer, Blueberry Hill (Duitsland) en Greenfields. Ook succesvol waren Song of Peace, It's a Lonesome Old Town (Japan), Michelle (nummer 1 in Argentinië en Maleisië), Mexico (nummer 1 in de Filippijnen) en Bonanza (een groot succes in Brazilië en Italië plus Theme from the Dark at the Top of the Stairs (verschillende Latijns-Amerikaanse landen). Het album La Paloma was een succes in heel Latijns-Amerika. Begin jaren 1980 had hij ook een nummer één album in Duitsland met Moonlight Melodies, dat bestond uit 20 van Billy's grootste hits (originele Dot-opnamen, originele lp-notities en aftiteling).
Het Billy Vaughn Orchestra begon in 1965 met touren met tal van uitverkochte tournees door Japan, Brazilië en Zuid-Korea.

## Overlijden
In de late jaren 1960 en vroege jaren 1970 woonde Vaughn in Palm Springs, Californië. Hij overleed op 26 september 1991 op 72-jarige leeftijd aan peritoneale mesothelioom in het Palomar Hospital in Escondido. Hij en zijn vrouw Marion zijn begraven in het Oak Hill Memorial Park in Escondido.

## Discografie

### Singles
- 1954: Melody of Love (origineel uit 1903)
- 1955: The Shifting Whispering Sands (Parts 1 & 2) (met Ken Nordine (verteller))
- 1956: A Theme from the Three Penny Opera ("Moritat") (origineel uit 1928)
- 1956: Little Boy Blue (met Ken Nordine; draagt het gelijknamige gedicht voor van Eugene Field uit 1891)
- 1956: When the White Lilacs Bloom Again (origineel uit 1928)
- 1956: Petticoats of Portugal (origineel uit 1956)
- 1957: The Ship That Never Sailed (met Ken Nordine (verteller))
- 1957: Raunchy / Sail Along, Silv'ry Moon (origineel uit 1957 door Bill Justis)
- 1957: Sail Along, Silv'ry Moon / Sail Along, Silv'ry Moon (origineel uit 1937 door Bing Crosby)
- 1958: Tumbling Tumbleweeds / Sail Along, Silv'ry Moon (origineel uit 1934 van Sons of the Pioneers)
- 1958: Trying (origineel uit 1952 van The Hilltoppers, met Billy Vaughn)
- 1958: Singing Hills (origineel uit 1940 van Bing Crosby)
- 1958: La Paloma (origineel uit 1864)
- 1958: Cimarron (Roll On) / Billy Vaughn Plays (origineel uit 1942 (filmmuziek))
- 1958: Blue Hawaii / Blue Hawaii (origineel uit 1937 van Bing Crosby)
- 1959: Hawaiian War Chant / Blue Hawaii (origineel uit 1936, Hawaii)
- 1959: Your Cheatin' Heart (origineel uit 1953 van Hank Williams)
- 1959: Aloha-Oe / Blue Hawaii (origineel uit 1877, Hawaii)
- 1959: Morgen (origineel uit 1959 van Ivo Robić)
- 1959: Unter dem Doppeladler (origineel uit 1902 (componist Josef Wagner))
- 1960: Look for a Star / Look for a Star (film: Circus of Horrors)
- 1960: Moonlight and Roses / Billy Vaughn Plays (origineel uit 1925)
- 1960: The Sundowners / Theme from 'The Sundowners' (film: The Sundowners)
- 1961: Blueberry Hill / Billy Vaughn Plays (origineel uit 1940 (Sammy Kaye e. a.)
- 1961: Wheels / Orange Blossom Special and Wheels (A-kant van Orange Blossom Special)
- 1961: Orange Blossom Special / Orange Blossom Special and Wheels (origineel uit 1938; B-kant van Wheels)
- 1961: Blue Tomorrow / Berlin Melody
- 1961: Berlin Melody / Berlin Melody (A-kant van Come September)
- 1961: Come September / Berlin Melody (film: Come September; B-kant van Berlin Melody)
- 1961: Zwei Gitarren am Meer (origineel uit 1962 van The Missouris)
- 1962: Lili Marleen (origineel uit 1937 van Lale Andersen)
- 1962: Chapel by the Sea / Chapel by the Sea
- 1962: Together / Berlin Melody
- 1962: A Swingin' Safari / A Swingin' Safari (origineel uit 1962 van Bert Kaempfert; muziek van de US-quizshow Match Game)
- 1962: Someone
- 1963: Happy Cowboy (origineel uit 1963: instrumentale versie van The Blizzards (pseudoniem van Wolfgang Roloff en Werner Last, gezongen door Ria Valk)
- 1965: Mexican Pearls / Mexican Pearls
- 1966: Michelle / Michelle (origineel uit 1965 van The Beatles)

### Albums
- 1958: Sail Along, Silv'ry Moon
- 1958: Billy Vaughn Plays the Million Sellers
- 1959: Billy Vaughn Plays
- 1959: Blue Hawaii
- 1960: Golden Saxophones
- 1960: Theme from "A Summer Place"
- 1960: Look for a Star
- 1960: Theme from "The Sundowners"
- 1961: Orange Blossom Special and Wheels
- 1961: Golden Waltzes
- 1961: Berlin Melody
- 1962: Greatest String Band Hits
- 1962: Chapel by the Sea
- 1962: A Swingin' Safari
- 1963: 1962's Greatest Hits
- 1963: Sukiyaki and 11 Hawaiian Hits
- 1963: Number 1 Hits, Vol. #1
- 1964: Blue Velvet & 1963's Great Hits
- 1965: Pearly Shells
- 1965: Mexican Pearls
- 1966: Michelle
- 1966: Alfie
- 1969: The Windmills of Your Mind
- 1978: Moonlight Melodies
- 1979: Magic Moment
- 1981: Italian Memories

### NPO Radio 2 Top 2000
| Nummers met noteringen in de NPO Radio 2 Top 2000 | '99  | '00  | '01  | '02  | '03  | '04  | '05  | '06 | '07  | '08  |
| ------------------------------------------------- | ---- | ---- | ---- | ---- | ---- | ---- | ---- | --- | ---- | ---- |
| Sail Along Silv'ry Moon                           | 1142 | 1046 | 1452 | 1805 | 1707 | 1902 | 1941 | -   | 1967 | 1962 |
| Wheels                                            | 1184 | 1234 | 1736 | 1569 | 1669 | -    | -    | -   | -    | -    |

1. ↑  Een '-' betekent dat het nummer niet was genoteerd en een vetgedrukt getal geeft de hoogste notering van een nummer aan.
2. ↑  Deze tabel is bijgewerkt tot en met de laatste editie (2024).

- Bibsys: 6075711
- Biblioteca Nacional de España: XX1588392
- Bibliothèque nationale de France: cb142359309 (data)
- Gemeinsame Normdatei: 134545877
- International Standard Name Identifier: 0000 0000 5515 4657
- Library of Congress Control Number: n93081376
- MusicBrainz: 547e9b0c-66ea-42a3-8990-ac1969f3521c
- Nationale Bibliotheek van Israël: 987007348022905171
- Nederlandse Thesaurus van Auteursnamen: 072371048
- SNAC: w6fv246k
- Système universitaire de documentation: 085266671
- Museum of New Zealand Te Papa Tongarewa: 18640
- Virtual International Authority File: 17145542346596640197